# Alsónémedi
Alsónémedi è un comune dell'Ungheria di 4.841 abitanti (dati 2001) situato nella contea di Pest, nell'Ungheria settentrionale.